# Charles Walters
Charles Walters (Brooklyn, Nova York, 11 de novembre de 1911 − Malibú, Califòrnia, 13 d'agost de 1992) fou un director de cinema estatunidenc. Va estudiar a la Universitat de Califòrnia del Sud, Los Angeles. Destaca per dirigir els musicals d'Esther Williams que implicaven seqüències de natació i submarinisme, com  Dangerous When Wet,  així com uns quants musicals protagonitzats per Leslie Caron, com  Gigi (on no surt als crèdits) i Lili.  També va dirigir remakes musicals, incloent-hi Alta societat , un remake de The Philadelphia Story (1940), i Bundle of Joy, un remake de Mare per força (1939). Walters també va dirigir l'últim emparellament de Fred Astaire i Ginger Rogers,  The Barkleys of Broadway, així com Cary Grant a l'última pel·lícula de l'actor Walk, Don't Run. Walters va morir d'un càncer de pulmó als 71 anys. Segons el llibre de William J. Mann, Behind the Screen, Walters era gai.

## Filmografia
- 1947: Good News
- 1948: Easter Parade
- 1949: The Barkleys of Broadway
- 1950: Summer Stock
- 1951: Three Guys Named Mike
- 1951: Texas Carnival
- 1952: The Belle of New York
- 1953: Lili
- 1953: Dangerous When Wet
- 1953: Torch Song
- 1953: Easy to Love
- 1955: The Glass Slipper
- 1955: The Tender Trap
- 1956: Alta societat (High Society)
- 1957: Don't go near the water
- 1959: Ask Any Girl amb David Niven, Shirley MacLaine
- 1960: Please Don't Eat the Daisies
- 1960: Cimarron (no surt als crèdits)
- 1961: Two Loves
- 1962: Billy Rose's Jumbo
- 1964: The Unsinkable Molly
- 1966: Walk Don't Run

## Guardons[calcitació]
Nominacions
- 1954. Oscar al millor director per Lilí
- 1959. Os d'Or per Ask Any Girl
- 1961. Os d'Or per Two Loves